# District de Seraikela Kharsawan
Le district de Seraikela Kharsawan est un district de l'état du Jharkhand, en Inde,

## Géographie
Au recensement de 2011, sa population compte 1 063 458 habitants.
Son chef-lieu est la ville de Seraikela. 